# Hardinxveld-Giessendam
Hardinxveld-Giessendam é um município dos Países Baixos, situado na província da Holanda do Sul. Tem 19,35 km² de área e sua população em 2020 foi estimada em 18.460 habitantes.